# Sebastian Croft
Pour les articles homonymes, voir Croft.
Sebastian Croft, né le 16 décembre 2001 à Oxford, est un acteur britannique.

## Biographie
Sebastian Theodore Kemble Croft  est né à Oxford d'un père anglais et d'une mère chypriote grecque.
Sa carrière débute en tant qu'enfant acteur sur scène avant de faire ses débuts à la télévision dans le rôle du jeune Ned Stark dans Game of Thrones (2016).  Il a obtenu une nomination aux BAFTA Children's Award pour son rôle d'Atti dans Horrible Histories: The Movie – Rotten Romans (2019).  vocal de Croft comprend le film Where Is Anne Frank (2021), "Ice", un épisode de l'anthologie Netflix Love , Death & Robots (2021) et la première option vocale pour le personnage du joueur dans le jeu Hogwart Legacy . En 2022 et 2023, il a joué le rôle de Ben Hope dans la série Netflix Heartstopper . 

## Enfance
Sebastian Croft doit son prénom à Sebastian Flyte, l'un des personnages principaux de Brideshead Revisited.  Il a commencé à prendre des cours de théâtre à la succursale d'Abingdon-on-Thames de Stagecoach quand il avait sept ans  et à la Masterclass MX de Michael Xavier, dont Croft est maintenant un mécène.  Il a fréquenté la Dragon School pour l'école préparatoire  et la St Edward's School, Oxford pour les GCSE.  Il a complété un niveau en anglais, philosophie et cinéma. 

## Carrière

### Théâtre
Sebastian Croft fait sa première apparition sur scène dans le West End (quartier de Londres où il y a beaucoup de théâtres) en 2010 dans la production de Sam Mendes d' Oliver! (Théâtre Royal Drury Lane).  En 2011, il a joué le rôle de Gavroche dans Les Misérables (Queen's Theatre). Sebastian Croft a ensuite été choisi par le producteur Cameron Mackintosh pour revenir à Oliver ! jouant cette fois le rôle titre dans la compagnie de tournée britannique pendant dix-huit mois. En 2013, Sebastian a joué Tommy dans la production de Matilda de la Royal Shakespeare Company (Cambridge Theatre).  Sa dernière performance musicale en tant que mineur était dans le rôle titre de la première production mondiale de The Secret Diary of Adrian Mole (Leicester Curve). Les principaux ateliers de théâtre musical incluent : I Can't Sing, The Secret Diary of Adrian Mole, Bumblescratch,  Danny Hero et The Braille Legacy.  Les concerts et performances importants d'une nuit incluent : Rags : The Musical (Lyric Theatre)  et A Charity Concert With Emeli Sande et Laura Wright. En juin 2016, Croft est apparu dans la présentation West End Live de Bumblescratch à Trafalgar Square. 
En 2014, la voix de Croft a été présentée dans la production de Coriolanus (Donmar Warehouse) du National Theatre Live avec Tom Hiddleston. Sebastian Croft a travaillé sur la pièce Emil and The Detectives (National Theatre) dans le rôle titre d'Emil Tischbein. En 2016, Croft a joué le rôle du prince Arthur dans la production de Sir Trevor Nunn du Roi Jean de Shakespeare (Rose Theatre)  pour laquelle Croft a reçu les éloges de la presse nationale. 
En 2023, lors de sa première apparition sur scène en huit ans, Sebastian est apparu dans la pièce d' Amy Herzog 4000 Miles au Minerva Theatre de Chichester au Chichester Festival Theatre, avec Dame Eileen Atkins.

### Cinéma
En 2016, Croft est apparu dans les séries ITV, Fox, Houdini et Doyle et dans les séries Sky Atlantic et Showtime Penny Dreadful. Croft s'est fait connaître en incarnant le rôle d'un jeune Eddard Stark (interprété par Sean Bean en tant qu'adulte et Robert Aramayo en tant que jeune adulte) dans la sixième saison de la série HBO Game of Thrones. 
Croft a fait ses débuts au cinéma en 2017 en tant que jeune David Logan dans The Hippopotamus. En 2019 il est apparu dans les films Music, War and Love dans le rôle du jeune Robert Pulaskiet Horrible Histories: The Movie – Rotten Romans  et dans le rôle d'Atti, ce dernier lui ayant valu une nomination aux BAFTA Children's Award dans la catégorie jeune interprète. 
Sebastian Croft a doublé la voix de Peter van Daan dans le film d'animation Where Is Anne Frank, présenté en première au Festival de Cannes 2021. Il a prêté sa voix au volume II de l' anthologie animée Netflix Love, Death & Robots dans l' épisode "Ice", lauréat d' un Creative Arts Emmy Award. Sebastian Croft et Ty Tennant ont été choisis pour incarner respectivement les détectives Dead Boy Charles Rowland et Edwin Paine dans la saison 3 de la série DC Universe Doom Patrol. 
En avril 2021, il a été annoncé que Sebastian Croft jouerait Ben Hope dans la série Netflix Heartstopper en 2022, une adaptation du webcomic et du roman graphique du même nom d'Alice Oseman, ce rôle le fera connaître davantage qu'il l'était auparavant. Plus tard cette année-là, il faisait partie du casting du film d'horreur et fantastique Dampyr sorti en Italie le 28 octobre 2022.  
Sebastian Croft joue un  rôle dans la comédie romantique How to Date Billy Walsh disponible en 2024 sur Amazon Prime. Il jouera Archie, le meilleur ami de l'héroïne, elle même jouée par Charithra Chandran, connue pour son rôle dans la saison 2 de Bridgerton. 
En août 2023, il a été confirmé que Croft ne reviendrait pas pour la troisième saison de Heartstopper dans le rôle de Ben Hope, étant donné que le scénario de son personnage avait été terminé dans le septième épisode de la deuxième saison. 
En novembre 2023, il a été annoncé que Croft jouerait dans le film Svalta avec Nick Frost, connu pour ses duos avec Simon Pegg (Shaun of the dead) et Aisling Bea. 
En novembre 2023, Croft a rejoint le casting de la prochaine série dramatique policière de la BBC, Dope Girls . Il sera dans le rôle de Silvio Salucci. 

## Vie privée
Sebastian Croft souffre de dyslexie.  Pour le mois de la fierté (pride) en 2022, Sebastian a annoncé qu'il avait conçu un t-shirt en co-création avec le mouvement Queer was always here.  L'image de cette co-création est deux dinosaures qui passent leur tête l'un autour de l'autre, comme pour faire un câlin, les deux cous forment un coeur et en dessous des dinosaures on peut lire la phrase « Queer was always here », pour signifier que les queers ont toujours été là. Tout l'argent de ces ventes devrait aller à Choose Love et Rainbow Railroad – deux organisations caritatives aidant les réfugiés LGBT – selon Sebastian Croft. Quelques semaines après la fin des ventes, Sebastian Croft et Alice Oseman ont décidé de recréer une nouvelle image dessinée par Alice Oseman, cela montre pleins de petits dessins en rapport avec le mouvement LGBTQIA+ et on y retrouve également la phrase Queer was always here. 

## Filmographie

### Cinéma
- 2017 : The Hippopotamus de John Jencks : David Logan jeune
- 2019 : Ma promesse (en) (I'll Find You) de Martha Coolidge : Robert Pulaski jeune
- 2019 : Horrible Histories : The Movie - Rotten Romans de Dominic Brigstocke : Atti
- 2021: School's Out Forever de Oliver Milburn : Pugh
- 2021 : Where is Anne Frank! de  Ari Folman : Peter van Daan (voix)
- 2022 : Dampyr de Riccardo Chemello : Yuri
- 2024 : À la conquête de Billy Walsh de Alex Pillai : Archibald Arnold

### Télévision
- 2016 : Les Mystères de Londres : Newsie (Episode Le Fantôme de Londres)
- 2016 : Game of Thrones : Ned Stark jeune (2 épisodes)
- 2016 : Penny Dreadful : Un garçon familier (4 épisodes)
- 2021 : Love, Death and Robots : Fletcher (Voix, épisode Ice)
- 2021 : Doom Patrol : Charles Rowland (Episode Dead Patrol)
- 2022-2023 : Heartstopper : Benjamin (Ben) Hope (2 saisons, 13 épisodes)
- Prochainement en 2024 : Dope Girls : Silvio Salucci

### Clips musicaux
- 2014 : Baby, It's Cold Outside de Michael Bublé et Idina Menzel

### Jeux vidéo
- 2023 : Hogwart Legacy : Personnage principal (Voix, version anglaise)